# Medalla del Centenario (Australia)
La Medalla del Centenario es una condecoración creada por el Gobierno de Australia en 2001 para conmemorar el centenario de la Federación de Australia y reconocer a «las personas que contribuyeron a la sociedad o al gobierno australiano». También se otorgó a los centenarios, ciudadanos australianos nacidos el 31 de diciembre de 1901 o anteriormente y que vivieron para celebrar el centenario de la federación el 1 de enero de 2001. Las nominaciones fueron evaluadas por un jurado presidido por el historiador Geoffrey Blainey.

## Medalla

### Diseño
El anverso de la medalla muestra una estrella de la Mancomunidad de siete puntas, las cuales seis representan a los seis estados australianos, y la séptima a los territorios de Australia. En el centro de la estrella hay un estilo indígena de las tradiciones aborígenes en el corazón del continente. Alrededor del borde hay cien puntos que representan los cien años de la federación. El reverso presenta una estrella de siete puntas con las palabras «Por la contribución hecha a la sociedad australiana» alrededor del borde.

### Barra y cinta
Los colores de la cinta son el carmesí, que representa la federación, y el azul y dorado para principios del siglo XXI. Las siete líneas doradas y rojas significan los caminos de los estados hacia la federación. La barra y la cinta son iguales para que un condecorado pueda ser identificado como tal.